# Батл-Крик (фильм)
Батл-Крик (англ. Battlecreek) — американский драматический фильм 2017 года с Биллом Скарсгардом и Клэр ван дер Бум в главных ролях. Продюсером и режиссёром выступила Элисон Иствуд.

## Сюжет
Молодой парень по имени Генри (Билл Скарсгард), живущий в маленьком городке Батл-Крик, страдает редким заболеванием, при котором он не может находится на солнце. В детстве он получил серьёзные ожоги, выбежав на улицу и теперь его тело покрывают красные пятна. По вечерам он проводит время в местной закусочной и в автомастерской своего друга Артура (Делрой Линдо). Он любит читать и увлекается рисованием. Генри добрый и скромный парень, полная противоположность своей мамы Таллилы (Пола Малкомсон), весьма раскованной и распутной женщины. В один день в автомастерскую приезжает девушка Элисон (Клэр Ван дер Бум), машина которой нуждается в сложном ремонте. Девушка выглядит обеспокоенной и замкнутой, и признаётся, что у неё нет денег на ремонт. Артур предлагает ей подзаработать в местной закусочной, так как поиск деталей для ремонта займёт какое-то время. Генри помогает ей с поиском жилья и старается подружиться, но та демонстрирует безразличие, говоря что ей сейчас не нужны друзья. После случайной встречи они вместе посещают ярмарку, где к Генри начинает приставать выпивший любовник Таллилы, и бьёт его по лицу. На озере Элисон показывает, что у неё с Генри много общего. Через какое-то время в город приезжает наркодилер Сай, от кого бежала Элисон. Она тут же собирает вещи и бросает Генри, но передумав, возвращается в город, где с помощью Таллилы её находит Сай и похищает. В это время Генри узнаёт от Артура правду о своих ожогах и, убедившись во всём у Таллилы, уходит из дома. В это время Элисон чудом спасается и убивает Сая. Она находит Генри на озере. Он говорит, что больше не хочет прятаться от жизни. Вместе они уезжают из города.

## В ролях
- Скарсгард, Билл — Генри
- Ван дер Бум, Клэр — Элисон
- Малкомсон, Пола — Таллила
- Линдо, Делрой — Артур
- Тоби Хемингуэй — Сай

## Отзывы
Фильм не вышел в широкий прокат. Джо Лейдон из Variety сказал — «Одно из наиболее впечатляющих качеств „Батл-Крик“ — медленно разгорающаяся драма в знойном городке Миссисипи, способная превзойти ожидания зрителей, делая неожиданный поворот или два, охватывая знакомую почву». По словам Гэри Голдштейна из Los Angeles Times, «подлинный сценарий Антеи Анки позволяет изобразить Генри как доброго, поэтического парня, но с достаточно тихим самообладанием, чтобы избежать погружения его в пафос, прекрасно сочетающимся с образом Скарсгарда».